# Paris mairei
Paris mairei är en nysrotsväxtart som beskrevs av Augustin Abel Hector Léveillé. Paris mairei ingår i släktet ormbärssläktet, och familjen nysrotsväxter. Inga underarter finns listade.